# 小林隆 (言語学者)
小林 隆（こばやし たかし、1957年 - ）は、日本の言語学者、東北大学名誉教授。日本語学、方言学が専門。

## 経歴
新潟県生まれ。1980年、東北大学文学部国語学科卒。1983年、同大学院文学研究科博士後期課程を退学し、国立国語研究所研究員・主任研究官。1994年、東北大学文学研究科教授。1986年、金田一京助博士記念賞。
2005年、「方言学的日本語史の方法」で東北大学より博士（文学）を取得。同年に出版された『方言学的日本語史の方法』は新村出賞を受賞した。

## 著書
- 『方言学的日本語史の方法』ひつじ書房 ひつじ研究叢書 2004
- 『方言が明かす日本語の歴史 もっと知りたい!日本語』岩波書店 2006

### 共編著
- 『方言の現在』篠崎晃一,大西拓一郎共編 明治書院 1996
- 『方言地理学の課題』馬瀬良雄監修 佐藤亮一,大西拓一郎共編 明治書院 2002
- 『ガイドブック方言研究』篠崎晃一共編 ひつじ書房 2003
- 『ガイドブック方言調査』篠崎晃一共編 ひつじ書房 2007
- 『方言学の技法』小西いずみ,三井はるみ,井上文子,岸江信介,大西拓一郎,半沢康共著 岩波書店 シリーズ方言学 2007
- 『方言の機能』真田信治,陣内正敬,井上史雄,日高貢一郎,大野眞男共著 岩波書店 シリーズ方言学 2007
- 『方言の形成』木部暢子,高橋顕志,安部清哉,熊谷康雄共著 岩波書店 シリーズ方言学 2008
- 『方言の発見 知られざる地域差を知る』篠崎晃一共編 ひつじ書房 2010
- 『とうほく方言の泉 ことばの玉手箱』志村文隆,櫛引祐希子,遠藤仁,武田拓,澤村美幸共著 河北新報出版センター 河北選書 2013
- 『日本語の配慮表現の多様性 歴史的変化と地理的・社会的変異』野田尚史,高山善行共編 くろしお出版 2014
- 『ものの言いかた西東』澤村美幸共著 岩波新書 2014
- 『柳田方言学の現代的意義 あいさつ表現と方言形成論』編 ひつじ書房 2014

### 監修
- 『4コマ 仙台弁こけし 仙台宮城 方言まるわかりBOOK』Jugo(ジュゴ)著 小学館 2023[3]